# Tinian

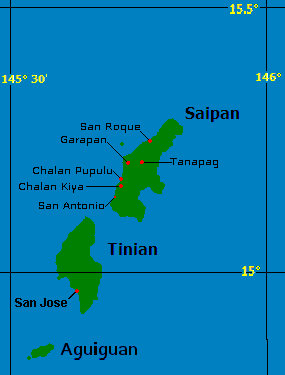
Wyspy Saipan, Tinian i Aguiguan

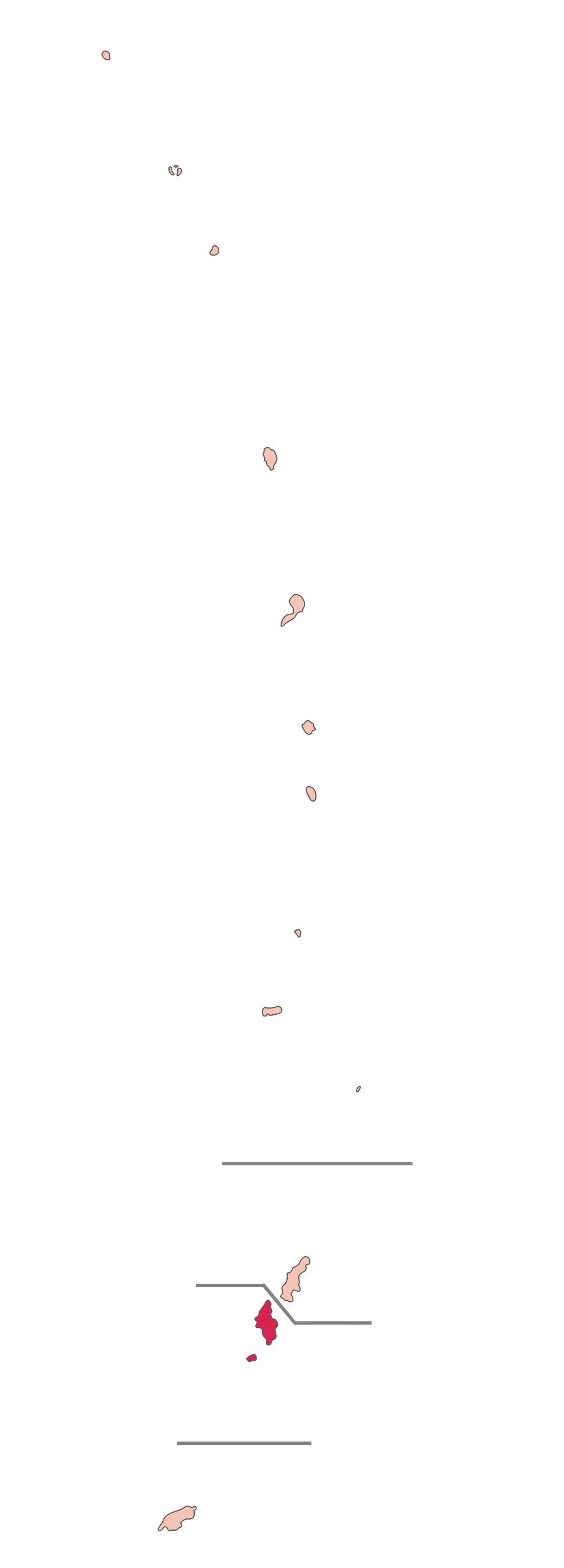
Okręg administracyjny Tinian

Tinian – jeden z czterech okręgów administracyjnych wchodzących w skład Marianów Północnych. Okręg obejmuje wyspę o tej samej nazwie, jedną z trzech głównych wysp terytorium, a także bezludną wyspę Aguijan położoną na południe od wyspy Tinian (niektóre źródła podają, że Aguijan wchodzi w skład okręgu Saipan).
Okręg zajmuje powierzchnię 108 km² i jest zamieszkany przez około 4900 osób. Stolicą okręgu jest miejscowość San Jose.
W czasie II wojny światowej baza amerykańskiego lotnictwa strategicznego, używana do nalotów na Japonię. Stąd wystartowały bombowce B-29 z bombami atomowymi do nalotów na Hiroszimę i Nagasaki. Obecnie lotnisko jest dostosowane do odprawiania i przyjmowania samolotów, których droga startu i przyziemienia jest nie dłuższa niż 2600 metrów. Sam pas startowy ma długość 2745 metrów.